# Urspring (Pretzfeld)
Urspring ist ein Gemeindeteil des Marktes Pretzfeld im Landkreis Forchheim (Oberfranken, Bayern).

## Geografie
Das Dorf im Westen der Wiesentalb befindet sich über 4 Kilometer ostsüdöstlich des Ortszentrums von Pretzfeld auf einer Höhe von 331 m ü. NHN.

## Geschichte
Bis zum Beginn des 19. Jahrhunderts unterstand Urspring der Landeshoheit des Hochstifts Bamberg. Die Dorf- und Gemeindeherrschaft übte dessen Vogteiamt Wolfsberg aus. Auch die Hochgerichtsbarkeit stand diesem Amt in seiner Rolle als Centamt zu.
Als das Hochstift Bamberg infolge des Reichsdeputationshauptschlusses 1802/03 säkularisiert und unter Bruch der Reichsverfassung vom Kurfürstentum Pfalz-Baiern annektiert wurde, wurde auch Urspring Bestandteil der bei der napoleonischen Flurbereinigung gewaltsam in Besitz genommenen neubayerischen Gebiete.
Durch die Verwaltungsreformen zu Beginn des 19. Jahrhunderts im Königreich Bayern wurde Urspring mit dem Zweiten Gemeindeedikt 1818 Bestandteil der Ruralgemeinde Wichsenstein. Mit der Gebietsreform in Bayern wurde Urspring am 1. Mai 1978 in den Markt Pretzfeld eingegliedert.

## Verkehr
Die von Wannbach kommende Kreisstraße FO 30 durchquert den Ort und verläuft weiter nach Morschreuth. Am westlichen Ortsrand des Dorfes zweigt von dieser eine Gemeindeverbindungsstraße nach Moggast ab. Der ÖPNV bedient das Dorf an einer Haltestelle der Buslinie 235 des VGN in Richtung Pretzfeld und in die Gegenrichtung nach Oberzaunsbach. Der nächstgelegene Bahnhof an der Wiesenttalbahn befindet sich in Pretzfeld.

## Baudenkmäler

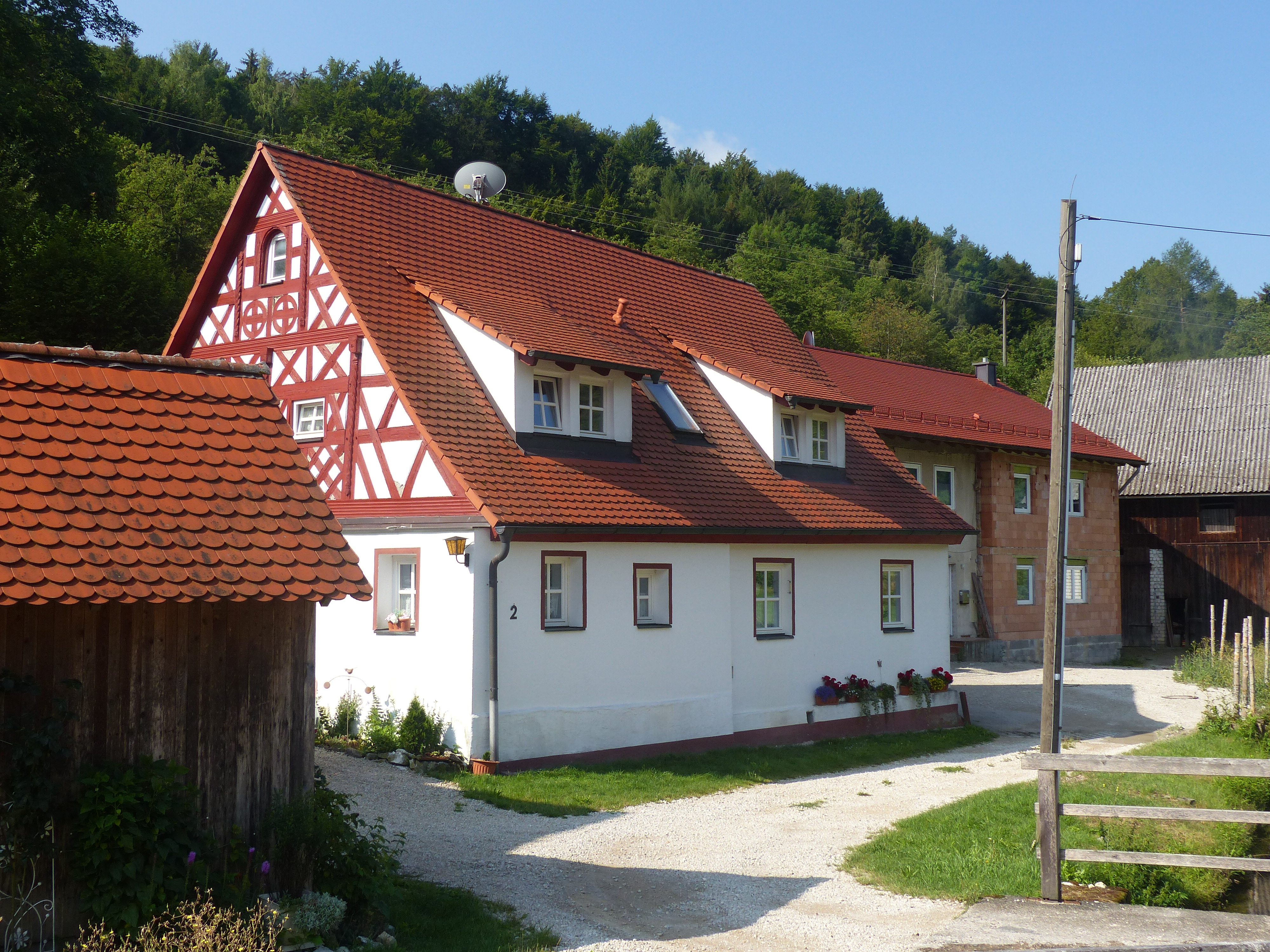
Ein Bauernhaus am südlichen Ortsrand

In Urspring gibt es zwei Bauernhäuser und ein Wegkreuz als denkmalgeschützte Objekte.